# Brigitte Bardot
Brigitte Bardot, francoski fotomodel, filmska igralka in pevka, * 28. september 1934, Pariz, Francija.
Svojo kariero je pričela leta 1949 kot fotomodel, kmalu pa jo je opazil filmski režiser Roger Vadim (s katerim je bila kasneje tudi poročena) in z njegovo pomočjo se je prebila v filmsko industrijo, ki je bila takrat v Evropi v vzponu. V naslednjih dveh desetletjih je igrala v 54 filmih. Poleg Marilyn Monroe je bila ena od najslavnejših seks simbolov v petdesetih in šestdesetih letih in ena od redkih evropskih zvezd, ki je v tem času dosegla prepoznavnost v Združenih državah Amerike. Pripisujejo ji veliko zaslug za popularizacijo bikinija v Evropi. Leta 2007 so jo uredniki revije Empire uvrstili na seznam 100 najbolj seksapilnih filmskih zvezd.
Po koncu igralske kariere leta 1973 je postala aktivistka za pravice živali, znana pa je tudi po kritikah družbenih pojavov, kot so imigracija, odnosi med etničnimi skupinami in vpliv Islama v Franciji. Med drugim je bila večkrat pravnomočno obsojena zaradi rasnih žaljivk  in podpihovanja etničnega sovraštva s svojimi izjavami.

## Filmografija

### 1950.
- Crazy for Love (1952) — Javotte Lemoine
- Manina, the Girl in the Bikini (1952) — Manina
- The Long Teeth (1952) — Bridesmaid
- His Father's Portrait (1953) — Domino
- Act of Love (1953) — Mimi
- Royal Affairs in Versailles (1954) — Mademoiselle de Rozille (nepodpisana)
- The Light Across the Street (1955) — Olivia Marceau
- School for Love (znan tudi kot Joy of Loving)(1955) — Sophie
- Caroline and the Rebels (1955) — Pilar d'Aranda
- Doctor at Sea (1955) — Hélène Colbert
- The Grand Maneuver (1955) — Lucie
- Helen of Troy (1956) — Andraste
- Naughty Girl (Mademoiselle Pigalle) (1955) — Brigitte Latour
- Nero's Mistress (1956) — Poppée
- Mademoiselle Striptease (Plucking the Daisy) (1956) — Agnès Dumont
- And God Created Woman (1956) — Juliette Hardy
- Her Bridal Night (znan tudi kot  The Bride is Too Beautiful) (1956) — Chouchou
- Une Parisienne (1957) — Brigitte Laurier
- »Sait-on jamais?« (1957)
- The Night Heaven Fell (1958) — Ursula
- Love Is My Profession (znan tudi kot  In Case of Adversity (VB) (1958) — Yvette Maudet
- The Woman and the Puppet (1959) (znan tudi kot  A Woman Like Satan) — Éva Marchand
- Babette Goes to War (1959) — Babette
- Do You Want to Dance with Me? (1959) — Virginie Dandieu

### 1960.
- The Testament of Orpheus (1960)
- It Happened All Night (1960) — Cameo
- La Vérité (1960) — Dominique Marceau
- Please, Not Now! (znan tudi kot Only for Love) (1961) — Sophie
- Famous Love Affairs (1961) — Agnès Bernauer
- A Very Private Affair (1962) — Jill
- Lykke og krone (1962) (dokumentarni film)
- Love on a Pillow (1962) — Geneviève Le Theil
- Prezir (1963) — Camille Javal
- Paparazzi (1964) (kratki film)
- Bardot and Godard (1964) (kratki film)
- Agent 38-24-36 (1964) — Penelope Lightfeather
- Too Many Thieves
- Forbidden Temptations (1965) (dokumentarni film)
- Marie Soleil (1965)
- Dear Brigitte (1965)
- Viva Maria! (1965) — Maria I
- Masculin, féminin (1966)
- Two Weeks in September (1967) — Cecile
- Spirits of the Dead (znan tudi kot  Tales of Mystery and Imagination (VB)) (1968) — Giuseppina
- Shalako (1968) — Irina Lazaar
- The Bear and the Doll (1969) — Félicia
- The Women (1969) — Clara
- The Vixen (1969)

### 1970.
- The Novices (1970) — Agnès
- Rum Runners (1971) — Linda Larue
- The Legend of Frenchie King (znan tudi kot Petroleum Girls ) (1971) — Louise
- Film Portrait (1972) (dokumentarni film)
- Don Juan, or If Don Juan Were a Woman (1973) — Jeanne
- The Edifying and Joyous Story of Colinot (1973) — Arabelle

## Diskografija
V 1950. in 1960. letih je izdala več albumov
- And God Created Women (1957, Decca)
- Behind Brigitte Bardot (1960, Warner Bros)
- Brigitte Bardot Sings (1963, Philips)
- B.B. (1964, Philips)
- Brigitte Bardot Show 67 (1967, Mercury)
- Brigitte Bardot Show (1968, Mercury)
- [Burlington Cameo Brings You] Special Bardot (1968. RCA)